# Laila Hirvisaari
Laila Ellen Kaarina Hirvisaari, conocida como Laila Hietamies; (Viipuri, 7 de junio de 1938–Helsinki, 16 de junio de 2021) fue una escritora finlandesa. En 2008, se estima que se habían vendido cerca de cuatro millones de ejemplares de sus libros.

## Biografía
Cuando Laila Hirvisaari contaba con tres años, su padre Aarne murió en la Guerra de Continuación entre Finlandia y la Unión Soviética, así que no tiene recuerdos de él. Después de la guerra, su familia fueron evacuadas primero de Lappeenranta y después a la parte oeste de Finlandia.
En 1958, Laila Hirvisaari se casó Heikki Hietamies que después se convirtió en un escritor conocido en Finlandia. También fue conocido por presentarse a Tangomarkkinat, una respectada competición de tango entre 1985 y 1999. Debido a su matrimonio, Laila Hirvisaari cambió su nombre por el de Laila Hietamies.
La primera novela de Laila Hietamies Lehmusten kaupunki ('City of the Lindens') fue publicada en 1972 y comenzó una serie de novelas sobre Lappeenranta. Hietamies escribió otros tipos de novelas. Una de las más conocidas fue sobre Karelia y las consecuencias de las guerras de Finlandia de los 40. También escribió libros sobre la princesa rusa Sonja durante la Revolución Rusa.
El 9 de diciembre de 2004, Laila Hietamies, junto a sus tres primos, repusieron su apellido de Hirvisaari, y a partir de ese momento sus libros se publicaron con el nombre de Laila Hirvisaari.
Hirvisaari fue premiada con diferentes galardones de literatura aunque nunca consiguió el más cotizado en su país, el Premio Finlandia. Su novela sobre la emperatriz rusa ("Minä, Katariina") fue nominada al Premio Finlandia en 2011.
Hirvisaari escribió 34 novelas y numerosos cuentos cortos y obras. Se adaptó a la pantalla una de sus obras Hylätyt talot, autiot pihat ('Abandoned houses, empty yards') en 2000.